# ششكل (دهشال)
ششکل (بالفارسية: ششکل) هي قرية تقع في إيران في قسم دهشال الريفي. يقدر عدد سكانها بـ 1,393 نسمة .